# Феликс Санчез
Феликс Санчез (шп. Félix Sánchez;  30. август 1977.) некадашњи је атлетичар који се такмичио за Доминиканску Републику у тркама на 400 метара с препонама. Двоструки је освајач златне олимпијске медаље (2004. и 2012.), а био је и светски шампион 2001. и 2003. Непосредно пре него што је напунио 36 година, поставио је светски рекорд за ветеране старије од 35 година (Мастерс М35) са временом 48,10 секунди.
Олимпијски стадион Феликс Санчез, највећи стадион Доминиканске Републике, назван је по њему.

## Одрастање и образовање
Феликс је рођен у Њујорку од родитеља рођених у Доминиканској Републци. Одрастао је у Сан Дијегу у Калифорнији, где је похађао средњу школу и локални колеџ. 1998. је наставио да студира психологију на Универзитету Јужне Калифорније.

## Професионална каријера
Санчез је одлучио да представља Доминиканску Републику на међународном нивоу. Између 2001. и 2004. победио је у 43 трке на 400 м с препонама заредом, укључујући и Светска првенства 2001. и 2003. године.
Освојио је прву златну олимпијску медаљу за Доминиканску Републику 28. августа 2004. током Олимпијских игара 2004. у Атини.
Санчез је победио у финалу трке на 400 метара са препонама на Олимпијским играма 2012. са временом од 47,63 секунде. Санчез је тада постао најстарији атлетичар који је освојио олимпијску титулу на 400 метара са препонама. Био је, у том тренутку, једини освајач олимпијске медаље за Доминиканску Републику, да би 45 минута касније, Лугелин Сантос освојио сребрну медаљу у трци на 400 метара.
Санчез је најавио повлачење у априлу 2016. у доби од 38 година, желећи да се посвети породици и недавно рођењом сину.

## Међународна такмичења
| Представљајући Доминиканску Републику | Представљајући Доминиканску Републику | Представљајући Доминиканску Републику | Представљајући Доминиканску Републику | Представљајући Доминиканску Републику | Представљајући Доминиканску Републику |
| Година                                | Такмичење                             | Место                                 | Пласман                               | Дисциплина                            | Резултат                              |
| ------------------------------------- | ------------------------------------- | ------------------------------------- | ------------------------------------- | ------------------------------------- | ------------------------------------- |
| 1999                                  | Панамеричке игре                      | Винипег, Канада                       | 4.                                    | 400 м препоне                         | 48.60                                 |
| 1999                                  | Панамеричке игре                      | Винипег, Канада                       | 6.                                    | 4 × 400 м                             | 3:05.19                               |
| 1999                                  | Светско првенство                     | Севиља, Шпанија                       | 23.                                   | 400 м препоне                         | 49.67                                 |
| 2000                                  | Олимпијске игре                       | Сиднеј, Аустралија                    | 20.                                   | 400 м препоне                         | 49.69                                 |
| 2001                                  | Светско првенство у дворани           | Лисабон, Португалија                  | 8.                                    | 400 м                                 | 47.29                                 |
| 2001                                  | Светско првенство                     | Едмонтон, Канада                      | 1.                                    | 400 м препоне                         | 47.49                                 |
| 2001                                  | Игре добре воље                       | Бризбејн, Аустралија                  | 1.                                    | 400 м препоне                         | 48.47                                 |
| 2003                                  | Панамеричке игре                      | Санто Доминго, Доминиканска Република | 1.                                    | 400 м препоне                         | 48.19                                 |
| 2003                                  | Панамеричке игре                      | Санто Доминго, Доминиканска Република | 3.                                    | 4 × 400 м                             | 3:02.02                               |
| 2003                                  | Светско првенство                     | Париз, Француска                      | 1.                                    | 400 м препоне                         | 47.25                                 |
| 2003                                  | Светско првенство                     | Париз, Француска                      | –                                     | 4 × 400 м                             | Дисквалификовани                      |
| 2004                                  | Олимпијске игре                       | Атина, Грчка                          | 1.                                    | 400 м препоне                         | 47.63                                 |
| 2005                                  | Светско првенство                     | Хелсинки, Финска                      | 8.                                    | 400 м препоне                         | Одустао                               |
| 2007                                  | Панамеричке игре                      | Рио де Жанеиро, Бразил                | 4.                                    | 400 м препоне                         | 49.28                                 |
| 2007                                  | Панамеричке игре                      | Рио де Жанеиро, Бразил                | 3.                                    | 4 × 400 м                             | 3:02.48                               |
| 2007                                  | Светско првенство                     | Осака, Јапан                          | 2.                                    | 400 м препоне                         | 48.01                                 |
| 2007                                  | Светско првенство                     | Осака, Јапан                          | 7.                                    | 4 × 400 м                             | 3:03.56                               |
| 2008                                  | Олимпијске игре                       | Пекинг, Кина                          | 22.                                   | 400 м препоне                         | 51.10                                 |
| 2009                                  | Светско првенство                     | Берлин, Немачка                       | 8.                                    | 400 м препоне                         | 50.11                                 |
| 2009                                  | Светско првенство                     | Берлин, Немачка                       | 6.                                    | 4 × 400 м                             | 3:02.47                               |
| 2010                                  | Светско првенство у дворани           | Доха, Катар                           | Полуфинале                            | 4 × 400 м                             | 3:06.30                               |
| 2011                                  | Светско првенство                     | Даегу, Јужна Кореја                   | 4.                                    | 400 м препоне                         | 48.87                                 |
| 2011                                  | Панамеричке игре                      | Гуадалахара, Мексико                  | 3.                                    | 400 м препоне                         | 48.85                                 |
| 2012                                  | Олимпијске игре                       | Лондон, Уједињено Краљевство          | 1.                                    | 400 м препоне                         | 47.63                                 |
| 2012                                  | Олимпијске игре                       | Лондон, Уједињено Краљевство          | –                                     | 4 × 400 м                             | Дисквалификовани                      |
| 2013                                  | Светско првенство                     | Москва, Русија                        | 5.                                    | 400 м препоне                         | 48.22                                 |